# Liochthonius idem
Liochthonius idem är en kvalsterart som beskrevs av Hammer 1966. Liochthonius idem ingår i släktet Liochthonius och familjen Brachychthoniidae. Inga underarter finns listade i Catalogue of Life.